# Daddy Cool Kids
Die Daddy Cool Kids waren eine internationale Kinderband. Produziert wurden sie von Frank Farian.

## Bandgeschichte
Farian formierte die Gruppe um seine zehnjährige Tochter Yanina, die in den USA aufgewachsen ist. Der Junge des Quartetts, der Engländer Mo Mansaray, hatte zuvor schon erfolgreich in Farians Boney-M.-Musical Daddy Cool die Rolle des Young Sunny gespielt. Die Älteste und Hauptsängerin ist die in Berlin lebende Désirée Mendonça, die schon im Chor der Deutschen Staatsoper gesungen hatte. Ursprünglich gehörte als Jüngste die neunjährige Britin Jurnee Lindo Morgan zu den Daddy Cool Kids, sie wurde aber 2008 durch die gleichaltrige Cassidy Taye aus Orlando, Florida, ersetzt, die schon Auftritte als Kindermodel und mit Prominenten gehabt hatte.
Ende 2007 gab es ein Weihnachtsalbum von Boney M. (Christmas with Boney M.), auf dem erstmals die Daddy Cool Kids bei einer Neuaufnahme von Mary’s Boy Child / Oh My Lord mitwirkten. Den ersten Auftritt hatten die Kids mit dem Lied am 28. November.
Die erste eigene Single war 2008 dann School’s Out, das sich wesentlich aus dem Boney-M.-Song Gotta Go Home und weiteren Liedstücken zusammensetzt. Das Lied wurde auch in Toggo im Super-RTL-Kinderprogramm gespielt und wurde im Juni der erste Charterfolg der Daddy Cool Kids. Die Veröffentlichung des Debütalbums, die ursprünglich im Anschluss geplant war, wurde auf die Nachferienzeit verschoben.

## Mitglieder
- Désirée Mendonça (* 13. April 1996) aus Berlin
- Yanina Onyewenjo (* 14. März 1997) aus Miami, Florida
- Mohammed Mansaray (* 31. März 1997) aus Bromley, England
- Cassidy Taye (* 26. August 1998) aus Orlando, Florida

## Diskografie
Alben
- School’s Out (2008)

Singles
- Mary’s Boy Child / Oh My Lord - Boney M. feat the Daddy Cool Kids (2007)
- School’s Out (2008)